# Sacrosanctum Concilium
Sacrosanctum Concilium (с лат. — «Святейший Собор») — конституция Второго Ватиканского собора Католической церкви. Полное название — Конституция о Священной Литургии «Sacrosanctum Concilium». Утверждена папой Павлом VI 4 декабря 1963 года, после того как она была одобрена на соборе. За финальный вариант конституции высказалось 2 147 участников собора, против — 4. Своё название получила по принятой в католицизме практике по своим двум первым словам.
Конституция Sacrosanctum Concilium стала одной из четырёх конституций Второго Ватиканского собора и одним из наиболее важных документов, принятых на нём. Она посвящена литургическому богослужению Католической церкви и реформам в нём.

## Структура
Конституция Sacrosanctum Concilium состоит из 130 статей, объединённых в 7 глав, введение и приложение:
- Введение (статьи 1-4)

1. Об общих принципах устроения и развития священной Литургии (статьи 5-46)
  1. О природе священной Литургии и о её значении в жизни Церкви (статьи 5-13)
  2. О проведении литургической подготовки и о достижении деятельного участия в Литургии (статьи 14-20)
  3. Об устроении священной Литургии (статьи 21-40)
  4. О развитии литургической жизни в диоцезе и приходе (статьи 41-42)
  5. О развитии пастырской литургической деятельности (статьи 43-46)
2. О священной тайне Евхаристии (статьи 47-58)
3. О прочих таинствах и о сакраменталиях (статьи 59-82)
4. О Литургии Часов (статьи 83-101)
5. О литургическом годе (статьи 102—111)
6. О священной музыке (статьи 112—121)
7. О священном искусстве и о священной утвари (статьи 122—130)

- Приложение.

## Содержание
Цель конституции провозглашена в первой статье:
Святейший Собор ставит перед собой следующие задачи: изо дня в день взращивать среди верных христианскую жизнь; успешнее приводить в соответствие с потребностями нашей эпохи те установления, которые подвержены изменениям; поддерживать всё то, что может способствовать единению всех верующих во Христа, и укреплять всё то, что помогает призвать всех людей в лоно Церкви. Поэтому особым своим долгом он считает и заботу об устроении и развитии Литургии
Практические принципы и нормы, описанные в конституции, относятся только к римскому обряду, однако Конституция подчёркивает, что общие принципы конституции касаются и прочих литургических обрядов, существующих в Католической церкви. Особо документ подчёркивает, что все признанные литургические обряды обладают для Церкви равным правом и достоинством, они должны сохраняться и всячески поощряться.
Первая глава касается сущности Литургии, её значения в церковной жизни, подчёркивается исключительная важность таинства Евхаристии. Документ говорит о том, что пересмотру отдельных частей Литургии всегда должно предшествовать тщательное богословское, историческое и пастырское исследование. Вводить новшества стоит тогда, когда этого требует подлинная и несомненная польза Церкви, причём новые формы органическим образом должны вырастать из уже существующих. Среди главных принципов пересмотра литургического действа называются необходимость больше внимание уделять чтению Священного Писания, активнее привлекать к ходу богослужения присутствующий на нём народ и адаптировать литургические богослужения применительно к характеру и традициям различных народов.
Общие нормы несут в себе следующие положения:
- Руководить священной литургией может единственно власть Церкви.
- В установленных Церковью пределах руководство в области литургии возлагается на конференции католических епископов.
- Священники и другие лица не обладают правом самовольно изменять что-либо в чине литургии.

36 статья содержит революционное для римского обряда положение — несмотря на провозглашение того, что в латинских обрядах должен сохраняться латинский язык как основной, допускается использование местных языков «прежде всего в чтениях и поучениях, в некоторых молитвах и песнопениях». Стоит отметить, что хотя здесь предполагается лишь ограниченное использование местных языков, послесоборные запросы епископских конференций на совершение месс на национальных языках и ответные разрешения Рима, привели к тому, что к моменту выхода нового миссала в 1970 году в мессе не осталось частей, которые священник был бы обязан совершать на латинском.
В настоящее время большинство месс совершаются на национальных языках, хотя в ряде мест иногда, или регулярно, совершаются мессы и на латыни. Такое использование местных языков критикуется рядом католиков-традиционалистов, ссылающимися на то, что столь широкое их применение конституция Sacrosanctum Concilium не подразумевает.
Вторая глава посвящена священной тайне Евхаристии и её роли в жизни верующих:
Поэтому Церковь усердно заботится о том, чтобы верные присутствовали при этой тайне веры не как посторонние и немые зрители, но, верно понимая её через обряды и молитвословия, сознательно, благочестиво и деятельно участвовали в этом священнодействии, поучались Словом Божиим, подкреплялись трапезой тела Господня, воздавали благодарение Богу, принося непорочную жертву, причём не только руками священника, но и вместе с ним, учились приносить в жертву самих себя и изо дня в день через Христа Посредника совершенствовались в единении с Богом и друг с другом.
Среди конкретных норм, предписанных в этой главе, необходимость прочитывать на Литургии слова за определённый период большую часть Писания, обязательность проповеди на воскресных и праздничных мессах, восстановление молитвы верных, расширение прав священников на сослужение, а также разрешение причащения под двумя видами не только священникам, но и мирянам.
Третья глава посвящена прочим таинствам и сакраменталиям. Главные положения этой главы — обязательность катехумената для взрослых, необходимость более чётко подчеркнуть роли и обязанности родителей и восприемников при крещении младенцев, а также необходимость пересмотра чина совершения некоторых других таинств и обрядов.
Четвёртая глава описывает принципы, по которым должна быть реформирована Литургия часов, пятая касается литургического года. Среди главных принципов реформирования годового литургического цикла — подчёркивание воскресенья, как главного праздничного дня и придание центральной роли Господским и Богородичным праздникам, которые «должны занять подобающее им место, выше праздников святых». Что касается праздников святых, то конституция указывает:
Чтобы праздники святых не получили преимущества над праздниками, отмечающими сами тайны спасения, большинство их предоставляется празднованию в каждой из отдельных Церквей, стран или монашеских семейств. На всю Церковь следует распространять лишь те праздники, на которых поминают святых, имеющих действительно вселенское значение
В шестой главе речь идёт о священной музыке, говорится о том, что музыкальная традиция Церкви представляет собою неоценимую сокровищницу. Подчёркивается, что торжественное пение на богослужениях должно проводиться при деятельном участии народа. Григорианский хорал объявляется свойственным римской литургии, указывается на необходимость уделять ему первостепенное место, но в то же время не исключаются и другие виды священной музыки. Орган именуется «традиционным музыкальным инструментом», прочие же инструменты могут быть разрешены к использованию в богослужении по решению полномочной церковной территориальной власти.
Седьмая глава представляет взгляд собора на церковное искусство, «благочестивая Матерь Церковь всегда была подругой изящных искусств и постоянно прибегала к их благородным услугам». Заявляется, что Церковь никогда не считала какой-либо художественный стиль своим собственным, но признавала различные художественные стили различных народов и эпох, которые и сформировали сокровищницу церковного искусства. Говорится, что современное искусство должно обладать в Церкви свободой выражения, но при этом должно с честью служить священным храмам и священным обрядам.
Приложение к конституции содержит два важных положения, касающихся календаря:
- Собор считает принципиально возможным перенос даты Пасхи на фиксированную дату, особенно если это будет одновременно сделано всем христианским миром.
- Собор считает недопустимыми те календарные реформы, которые каким-либо образом меняют семидневную структуру недели с воскресеньем.